# Manuscripten van Timboektoe

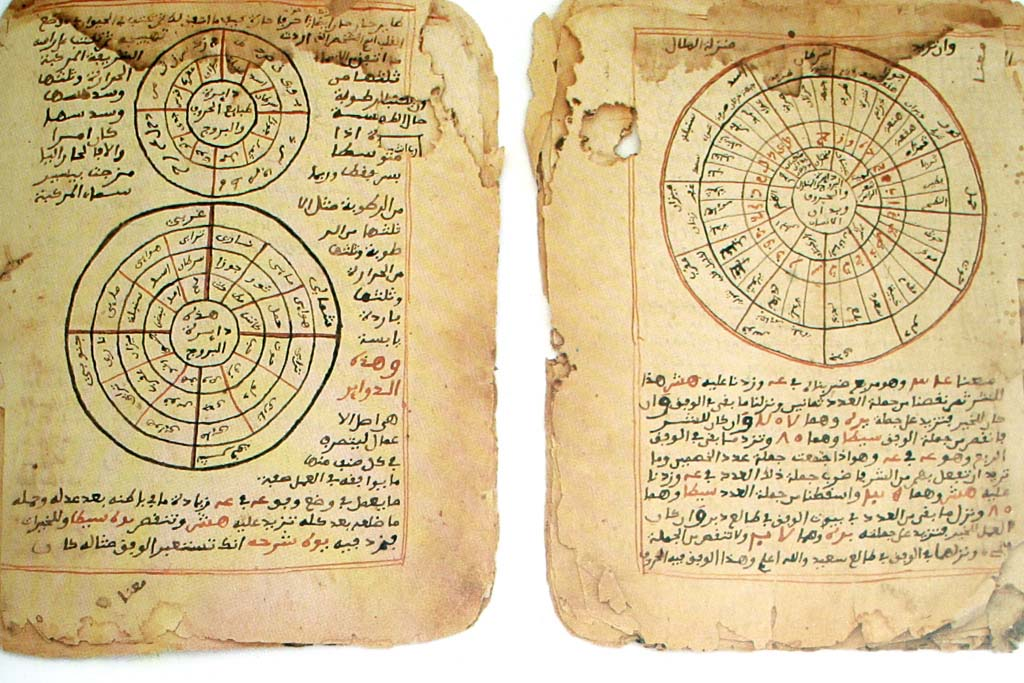
Een manuscript over astronomie en wiskunde

De verzameling manuscripten van Timboektoe omvatten zo'n 700.000 handschriften waarvan de oudste uit de 11e eeuw stammen. Deze worden bewaard door verschillende families in privébibliotheken en in woonhuizen.
In de tijd dat de stad een handelscentrum was kwamen de manuscripten in de stad terecht. Ze werden een geliefd ruilmiddel. De meeste van deze documenten zijn in het Arabisch geschreven. Andere gebruikte talen zijn Songhai en de Toearegtalen. De onderwerpen zijn divers, en gaan onder andere over de islam, wetenschappen, recht, geneeskunde, poëzie en astrologie. De documenten kwamen uit alle hoeken van de Arabische wereld. De documenten werden niet alleen gekocht. De manuscripten die doorreisden werden gekopieerd waardoor Timboektoe een centrum van de wetenschap werd.
In 1591 werd de stad geplunderd door het leger van Ahmad al-Mansur, de sultan van Marokko. De meeste documentencollecties werden geplunderd en een groot aantal geleerden werd meegenomen naar Marokko. De bewoners wisten slechts een deel van de documenten achter te houden. De collecties raakten hierna versnipperd.
Tegenwoordig verkeren veel van deze documenten in slechte staat. In Timboektoe zijn drie privébibliotheken gevestigd waar de documenten worden geconserveerd. De Universiteit van Kaapstad en de Universiteit van Oslo hebben projecten lopen om de manuscripten te conserveren en te digitaliseren. Een klein aantal manuscripten is digitaal opvraagbaar bij de Library of Congress en de Digitale wereldbibliotheek.